# Микшино (Костромская область)
Микшино — деревня в городском округе город Волгореченск Костромской области России.

## География
Деревня находится в юго-западной части Костромской области, в подзоне южной тайги, в пределах Ярославско-Костромской низины, на расстоянии приблизительно 1 километра (по прямой) к югу от города Волгореченска. Абсолютная высота — 114 метров над уровнем моря.

### Климат
Климат характеризуется как умеренно континентальный, с продолжительной холодной многоснежной зимой и коротким сравнительно тёплым летом. Среднегодовая температура воздуха — 2,6 °C. Средняя температура воздуха самого холодного месяца (января) — −17 — −11 °C; самого тёплого месяца (июля) — 13 — 23 °C. Годовое количество атмосферных осадков — 530—600 мм, из которых большая часть выпадает в тёплый период. Снежный покров держится в течение 150—155 дней.

### Часовой пояс
Деревня Микшино, как и вся Костромская область, находится в часовой зоне МСК (московское время). Смещение применяемого времени относительно UTC составляет +3:00.

## Население
| 2008 | 2010 | 2015 | 2016 | 2017 | 2018 | 2019 | 2020 | 2021 |
| ---- | ---- | ---- | ---- | ---- | ---- | ---- | ---- | ---- |
| 19   | ↘11  | ↘5   | →5   | →5   | →5   | ↘3   | ↗4   | ↗15  |

Национальный состав
Согласно результатам переписи 2002 года все жители (24 человека) — русские.
По итогам переписи населения 2020 года все жители — русские.